# Quận Sacramento, California
Quận Sacramento (Sacramento County) là một quận ở tiểu bang California, Hoa Kỳ. Quận lỵ là thành phố Sacramento, đây cũng là thủ phủ bang. Dân số năm 2000 của quận này là 1.223.499 người.
Quận Sacramento có diện tích khoảng 994 dặm vuông nằm ở giữa Thung lũng trung tâm, khu vực nông nghiệp hàng đầu của California. Quận Sacramento kéo dài từ vùng đồng bằng châu thổ thấp giữa các sông Sacramento và San Joaquin phía bắc đến khoảng 10 dặm bên ngoài thủ phủ bang và phía đông đến các chân đồi của dãy núi Sierra Nevada. Phần cực nam của quận này tiếp giáp trực tiếp với Vịnh San Francisco.

## Lịch sử
Quận Sacramento là một trong những quận ban đầu của bang California, được thành lập năm 1850 cùng thời gian với bang.
Quận này được đặt tên theo Sông Sacramento, con sông tạo thành ranh giới phía tây của nó. Con sông đã được viên sĩ quan kỵ binh Gabriel Moraga đặt tên theo từ Santisimo Sacramento (Lễ ban phước thánh thiện nhất) có ý ám chỉ đến Tiệc Thánh.
Alexander Hamilton Willard trong Đoàn thám hiểm của Lewis và Clark được chôn trong nghĩa trang cổ Franklin.

## Địa lý
Theo Cục Điều tra Dân số Hoa Kỳ, quận có tổng diện tích là 2.578 km² (995 mi²). Trong đó có 2.501 km² (966 mi²) là đất và 77 km² (30 mi²) hay 3,00% là mặt nước. Phần lớn của quận nằm ở cao độ gần mặt biển với vài nơi thấp hơn mặt nước biển. Những ngọn đồi dọc theo ranh giới phía đông cao vài trăm bộ.
Hệ thống sông ngòi trong quận gồm có Sông Mỹ, Sông Sacramento và Lạch Dry, một sông nhánh của Sông Sacramento.

### Các thành phố và các thị trấn

#### Những nơi đã được tổ chức
- Citrus Heights (thành lập năm 1997)
- Elk Grove (thành lập năm 2000)
- Folsom (thành lập năm 1946)
- Galt (thành lập năm 1946)
- Isleton (thành lập năm 1923)
- Rancho Cordova (thành lập năm 2003)
- Sacramento (thành lập năm 1850)

#### NhữngNơi ấn định cho thống kênhưng chưa được tổ chức
- Antelope
- Arden-Arcade
- Carmichael
- Fair Oaks
- Florin
- Foothill Farms
- Gold River
- Herald
- La Riviera
- Locke
- North Highlands
- Orangevale
- Parkway-South Sacramento
- Rancho Murieta
- Rio Linda
- Rosemont
- Vineyard
- Walnut Grove
- Wilton

### Các quận giáp ranh
- Quận San Joaquin, California - nam
- Quận Contra Costa, California - tây nam
- Quận Solano, California - tây
- Quận Yolo, California - tây
- Quận Sutter, California - tây bắc
- Quận Placer, California - bắc
- Quận El Dorado, California - đông
- Quận Amador, California - đông

## Hạ tầng giao thông

### Các xa lộ chính
- Xa lộ liên tiểu bang 5
- Xa lộ liên tiểu bang 80
- Xa lộ liên tiểu bang 80 Thương mại (Từ thương mại dùng để chỉ một nhánh đi ngang trung tâm thành phố của Xa lộ liên tiểu bang 80)
- Quốc lộ Hoa Kỳ 50
- Xa lộ tiểu bang California 16
- Xa lộ tiểu bang California 70
- Xa lộ tiểu bang California 99
- Xa lộ tiểu bang California 104
- Xa lộ tiểu bang California 160